# Борго Дари (Тревизо)
Борго Дари је насеље у Италији у округу Тревизо, региону Венето.
Према процени из 2011. у насељу је живело 11 становника. Насеље се налази на надморској висини од 139 м.